# Jana Novotná
Jana Novotná (Brno, Txecoslovàquia, 2 d'octubre de 1968 - ?, Txèquia, 19 de novembre de 2017) va ser una tennista txeca. Se la recorda especialment per guanyar el títol individual femení de Wimbledon el 1998 i per plorar a l'espatlla de Katherine Worsley, la duquessa de Kent del moment, després de perdre la final individual de 1993. Novotná també va guanyar 12 títols de dobles del Grand Slam i 4 títols de dobles mixtos del Grand Slam.

## Biografia
Es va casar amb la seva entrenadora i extennista Hana Mandlikova l'any 1993 a Sydney, i es van acabar separant l'any 1999, coincidint amb la seva retirada del circuit professional. Un cop retirada va exercir com a comentarista de tennis a Wimbledon per la BBC, i també fou entrenadora, destacant la seva compatriota Barbora Krejčíková. Després d'uns anys vivint als Estats Units, va tornar al seu país natal l'any 2010, a la població d'Omice, per conviure amb la seva parella, l'extennista polonesa Iwona Kuczyńska. Va morir a causa d'un càncer amb 49 anys, el 19 de novembre de 2017.
Va entrar a l'International Tennis Hall of Fame l'any 2005.

## Torneigs de Grand Slam

### Individual: 4 (1−3)
| Resultat   | Núm. | Any  | Torneig          | Oponent          | Marcador         |
| ---------- | ---- | ---- | ---------------- | ---------------- | ---------------- |
| Finalista  | 1.   | 1991 | Open d'Austràlia | Monica Seles     | 7−5, 3−6, 1−6    |
| Finalista  | 2.   | 1993 | Wimbledon        | Steffi Graf      | 6−7(6), 6−1, 4−6 |
| Finalista  | 3.   | 1997 | Wimbledon (2)    | Martina Hingis   | 6−2, 3−6, 3−6    |
| Guanyadora | 1.   | 1998 | Wimbledon        | Nathalie Tauziat | 6−4, 7−6(2)      |

### Dobles femenins: 23 (12−11)
| Resultat   | Núm. | Any  | Torneig              | Parella                 | Oponents                           | Marcador         |
| ---------- | ---- | ---- | -------------------- | ----------------------- | ---------------------------------- | ---------------- |
| Guanyadora | 1.   | 1989 | Wimbledon            | Helena Suková           | Larisa Neiland Nataixa Zvéreva     | 6−1, 6−2         |
| Guanyadora | 2.   | 1990 | Open d'Austràlia     | Helena Suková           | Patty Fendick Mary Joe Fernandez   | 7−6(5), 7−6(6)   |
| Guanyadora | 3.   | 1990 | Roland Garros        | Helena Suková           | Larisa Neiland Nataixa Zvéreva     | 6−4, 7−5         |
| Guanyadora | 4.   | 1990 | Wimbledon (2)        | Helena Suková           | Kathy Jordan Elizabeth Smylie      | 6−3, 6−4         |
| Finalista  | 1.   | 1990 | US Open              | Helena Suková           | Gigi Fernández Martina Navrátilová | 2−6, 4−6         |
| Finalista  | 2.   | 1991 | Open d'Austràlia     | Gigi Fernández          | Patty Fendick Mary Joe Fernandez   | 6−7(4), 1−6      |
| Guanyadora | 5.   | 1991 | Roland Garros (2)    | Gigi Fernández          | Larisa Neiland Nataixa Zvéreva     | 6−4, 6−0         |
| Finalista  | 3.   | 1991 | Wimbledon            | Gigi Fernández          | Larisa Neiland Nataixa Zvéreva     | 4−6, 6−3, 4−6    |
| Finalista  | 4.   | 1991 | US Open (2)          | Larisa Neiland          | Pam Shriver Nataixa Zvéreva        | 4−6, 6−4, 6−7(5) |
| Finalista  | 5.   | 1992 | Wimbledon (2)        | Larisa Neiland          | Gigi Fernández Nataixa Zvéreva     | 4−6, 1−6         |
| Finalista  | 6.   | 1992 | US Open (3)          | Larisa Neiland          | Gigi Fernández Nataixa Zvéreva     | 6−7(4), 1−6      |
| Finalista  | 7.   | 1993 | Roland Garros        | Larisa Neiland          | Gigi Fernández Nataixa Zvéreva     | 3−6, 5−7         |
| Finalista  | 8.   | 1993 | Wimbledon (3)        | Larisa Neiland          | Gigi Fernández Nataixa Zvéreva     | 4−6, 7−6(7), 4−6 |
| Finalista  | 9.   | 1994 | Wimbledon (4)        | Arantxa Sánchez Vicario | Gigi Fernández Nataixa Zvéreva     | 4−6, 1−6         |
| Guanyadora | 6.   | 1994 | US Open              | Arantxa Sánchez Vicario | Katerina Maleeva Robin White       | 6−3, 6−3         |
| Guanyadora | 7.   | 1995 | Open d'Austràlia (2) | Arantxa Sánchez Vicario | Gigi Fernández Nataixa Zvéreva     | 6−3, 6−7(3), 6−4 |
| Finalista  | 10.  | 1995 | Roland Garros (2)    | Arantxa Sánchez Vicario | Gigi Fernández Nataixa Zvéreva     | 7−6(6), 4−6, 5−7 |
| Guanyadora | 8.   | 1995 | Wimbledon (3)        | Arantxa Sánchez Vicario | Gigi Fernández Nataixa Zvéreva     | 5−7, 7−5, 6−4    |
| Finalista  | 11.  | 1996 | US Open (4)          | Arantxa Sánchez Vicario | Gigi Fernández Nataixa Zvéreva     | 6−1, 1−6, 4−6    |
| Guanyadora | 9.   | 1997 | US Open (2)          | Lindsay Davenport       | Gigi Fernández Nataixa Zvéreva     | 6−3, 6−4         |
| Guanyadora | 10.  | 1998 | Roland Garros (3)    | Martina Hingis          | Lindsay Davenport Nataixa Zvéreva  | 6−1, 7−6(4)      |
| Guanyadora | 11.  | 1998 | Wimbledon (4)        | Martina Hingis          | Lindsay Davenport Nataixa Zvéreva  | 6−3, 3−6, 8−6    |
| Guanyadora | 12.  | 1998 | US Open (3)          | Martina Hingis          | Lindsay Davenport Nataixa Zvéreva  | 6−3, 6−3         |

### Dobles mixts: 5 (4−1)
| Resultat   | Núm. | Any  | Torneig              | Parella         | Oponents                          | Marcador      |
| ---------- | ---- | ---- | -------------------- | --------------- | --------------------------------- | ------------- |
| Guanyadora | 1.   | 1988 | Open d'Austràlia     | Jim Pugh        | Martina Navrátilová Tim Gullikson | 5−7, 6−2, 6−4 |
| Guanyadora | 2.   | 1988 | US Open              | Jim Pugh        | Elizabeth Smylie Patrick McEnroe  | 7−5, 6−3      |
| Guanyadora | 3.   | 1989 | Open d'Austràlia (2) | Jim Pugh        | Zina Garrison Sherwood Stewart    | 6−3, 6−4      |
| Guanyadora | 4.   | 1989 | Wimbledon            | Jim Pugh        | Jenny Byrne Mark Kratzmann        | 4−6, 7−5, 6−4 |
| Finalista  | 1.   | 1994 | US Open              | Todd Woodbridge | Elna Reinach Patrick Galbraith    | 2−6, 4−6      |

## Jocs Olímpics

### Individual
| Any  | Campionat                            | Oponent            | Resultat    |
| ---- | ------------------------------------ | ------------------ | ----------- |
| 1996 | Jocs Olímpics, Atlanta, Estats Units | Mary Joe Fernández | 7−6(6), 6−4 |

### Dobles femenins
| Any  | Campionat                            | Parella       | Oponents                          | Resultat       |
| ---- | ------------------------------------ | ------------- | --------------------------------- | -------------- |
| 1988 | Jocs Olímpics, Seül, Corea del Sud   | Helena Suková | Zina Garrison Pam Shriver         | 6−4, 2−6, 8−10 |
| 1996 | Jocs Olímpics, Atlanta, Estats Units | Helena Suková | Gigi Fernández Mary Joe Fernández | 7−6(6), 6−4    |

## Carrera professional
Jana Novotná va debutar en el circuit professional el 1986. En els primers anys de la seva carrera va ser coneguda principalment pels seus èxits com doblista. A començaments dels 90, Novotná va començar a recollir èxits també a nivell individual, quan la tetracampiona del Grand Slam Hana Mandlíková es va convertir en la seva entrenadora, i posteriorment la seva muller.
Jana va assolir la seva primera final individual del Grand Slam el 1991, en l'Obert d'Austràlia, que perdria davant de Monica Seles per 5-7, 6-3, 6-1.
Dos anys més tard, Novotná va assolir la seva primera final individual a Wimbledon, on es va enfrontar a la tenista alemanya Steffi Graf. Després de perdre un ajustat primer set, es va avançar amb un marcador 6-7, 6-1, 4-1, 40-15 al seu favor. Amb la victòria pràcticament a les seves mans, va perdre la concentració i va començar a fallar cops fàcils, algunes vegades enviant la pilota fora per bastant marge (incloent una desastrosa rematada que va colpejar directament la lona posterior de la pista). Graf guanyaria els següents cinc jocs i el títol. Durant la cerimònia de lliurament de trofeus, una afligida Novotná no va poder contenir les llàgrimes i va plorar sobre l'espatlla de la Duquessa de Kent. La Duquessa la va consolar dient-li que estava segura que Novotná guanyaria el títol un dia. Però en aquell moment, molts dubtaven que això arribés a passar, donada la dramàtica manera en la qual havia perdut el seu partit davant de Steffi Graf.
Li costaria 4 anys tornar a assolir una altra final a Wimbledon. El 1997, es va enfrontar a la tenista suïssa Martina Hingis. Novotná va guanyar el primer set. Però després va sucumbir davant els precisos passing shots de la jove suïssa i perdria 2-6, 6-3, 6-3. No obstant això, Novotná guanyaria el Masters WTA de 1997 i acabaria l'any a la 2a plaça de la classificació mundial, el lloc més alt que assoliria al llarg de la seva carrera.
El seu moment de la glòria a Wimbledon finalment arribaria el 1998. Després d'eliminar a una encara jove Venus Williams en quarts de final, Novotná venjaria la seva derrota a la final de l'any anterior derrotant Hingis en semifinals. Finalment, Novotná aconseguiria el títol després de guanyar a la final a la veterana tenista francesa Nathalie Tauziat per 6-4, 7-6.
Jana Novotná va guanyar 12 títols de dobles del Grand Slam (quatre a Wimbledon, tres a Roland Garros, tres en l'Open dels Estats Units, i dos en l'Obert d'Austràlia) i quatre títols de dobles mixts del Grand Slam (dos en l'Obert d'Austràlia, un a Wimbledon, i un en l'Open dels Estats Units). Va acabar onze anys al capdavant de la classificació mundial de dobles.
Novotná va formar part de l'equip de Txecoslovàquia que va guanyar la Copa Federació el 1988. En els Jocs Olímpics, Novotná va aconseguir la medalla d'argent de dobles femenins als Jocs Olímpics de Seül 1988 i als Jocs Olímpics d'Atlanta 1996, i una medalla de bronze en categoria individual el 1996.
Novotná es retiraria del circuit professional el 1999. Durant els seus 14 anys com a professional, va guanyar 100 títols (24 en individuals i 76 en dobles).

## Palmarès

### Individual: 40 (24−16)
| Llegenda                     |
| ---------------------------- |
| Grand Slam (1−3)             |
| WTA Tour Championships (1−0) |
| Tier I (2−0)                 |
| Tier II (11−8)               |
| Tier III (5−2)               |
| Tier IV (1−0)                |
| Tier V (0−0)                 |
| Virginia Slims (3−3)         |

| Títols per superfície |
| --------------------- |
| Dura (5−2)            |
| Gespa (2−3)           |
| Terra batuda (4−2)    |
| Moqueta (13−9)        |

| Resultat   | Núm. | Data                   | Torneig                                      | Superfície   | Oponent                 | Marcador         |
| ---------- | ---- | ---------------------- | -------------------------------------------- | ------------ | ----------------------- | ---------------- |
| Finalista  | 1.   | 28 de desembre de 1987 | Brisbane, Austràlia                          | Gespa        | Pam Shriver             | 6−7(6), 6−7(4)   |
| Guanyadora | 1.   | 28 de novembre de 1988 | Adelaida, Austràlia                          | Dura         | Jana Pospíšilová        | 7−5, 6−4         |
| Finalista  | 2.   | 1 de maig de 1989      | Hamburg, Alemanya                            | Terra batuda | Steffi Graf             | Renúncia         |
| Guanyadora | 2.   | 22 de maig de 1989     | Estrasburg, França                           | Terra batuda | Patricia Tarabini       | 6−1, 6−2         |
| Finalista  | 3.   | 16 d'octubre de 1989   | Zuric, Suïssa                                | Moqueta (i)  | Steffi Graf             | 1−6, 6−7(6)      |
| Guanyadora | 3.   | 6 d'agost de 1990      | Albuquerque, Estats Units                    | Dura         | Laura Gildemeister      | 6−4, 6−4         |
| Guanyadora | 4.   | 7 de gener de 1991     | Sydney, Austràlia                            | Dura         | Arantxa Sánchez Vicario | 6−4, 6−2         |
| Finalista  | 4.   | 14 de gener de 1991    | Open d'Austràlia, Austràlia                  | Dura         | Monica Seles            | 7−5, 3−6, 1−6    |
| Guanyadora | 5.   | 18 de febrer de 1991   | Oklahoma City, Estats Units                  | Dura (i)     | Anne Smith              | 3−6, 6−3, 6−2    |
| Finalista  | 5.   | 30 de setembre de 1991 | Leipzig, Alemanya                            | Moqueta (i)  | Steffi Graf             | 3−6, 3−6         |
| Finalista  | 6.   | 10 de febrer de 1992   | Chicago, Estats Units                        | Moqueta (i)  | Martina Navrátilová     | 6−7(4), 6−4, 5−7 |
| Finalista  | 7.   | 28 de setembre de 1992 | Leipzig (2)                                  | Moqueta (i)  | Steffi Graf             | 3−6, 6−1, 4−6    |
| Finalista  | 8.   | 19 d'octubre de 1992   | Brighton, Regne Unit                         | Moqueta (i)  | Steffi Graf             | 6−4, 4−6, 6−7(3) |
| Guanyadora | 6.   | 8 de febrer de 1993    | Osaka, Japó                                  | Moqueta (i)  | Kimiko Date             | 6−3, 6−2         |
| Finalista  | 9.   | 21 de juny de 1993     | Wimbledon, Regne Unit                        | Gespa        | Steffi Graf             | 6−7(6), 6−1, 4−6 |
| Finalista  | 10.  | 27 de setembre de 1993 | Leipzig (3)                                  | Moqueta (i)  | Steffi Graf             | 2−6, 0−6         |
| Guanyadora | 7.   | 18 d'octubre de 1993   | Brighton                                     | Moqueta (i)  | Anke Huber              | 6−2, 6−4         |
| Guanyadora | 8.   | 26 de setembre de 1994 | Leipzig                                      | Moqueta (i)  | Mary Pierce             | 7−5, 6−1         |
| Guanyadora | 9.   | 17 d'octubre de 1994   | Brighton (2)                                 | Moqueta (i)  | Helena Suková           | 6−7(4), 6−3, 6−4 |
| Guanyadora | 10.  | 24 d'octubre de 1994   | Essen, Alemanya                              | Moqueta (i)  | Iva Majoli              | 6−2, 6−4         |
| Guanyadora | 11.  | 20 de febrer de 1993   | Linz, Àustria                                | Moqueta (i)  | Barbara Rittner         | 6−7(6), 6−3, 6−4 |
| Finalista  | 11.  | 19 de febrer de 1996   | Essen                                        | Moqueta (i)  | Iva Majoli              | 5−7, 6−1, 6−7(6) |
| Guanyadora | 12.  | 20 de maig de 1996     | Madrid, Espanya                              | Terra batuda | Magdalena Maleeva       | 4−6, 6−4, 6−3    |
| Guanyadora | 13.  | 14 d'octubre de 1996   | Zuric                                        | Moqueta (i)  | Martina Hingis          | 6−2, 6−2         |
| Guanyadora | 14.  | 28 d'octubre de 1996   | Chicago                                      | Moqueta (i)  | Jennifer Capriati       | 6−4, 3−6, 6−1    |
| Guanyadora | 15.  | 11 de novembre de 1996 | Filadèlfia, Estats Units                     | Moqueta (i)  | Steffi Graf             | 6−4, retirada    |
| Finalista  | 12.  | 17 de febrer de 1997   | Hannover (2)                                 | Moqueta (i)  | Iva Majoli              | 6−4, 6−7(2), 4−6 |
| Guanyadora | 19.  | 19 de maig de 1997     | Madrid (2)                                   | Terra batuda | Monica Seles            | 7−5, 6−1         |
| Finalista  | 13.  | 23 de juny de 1997     | Wimbledon (2)                                | Gespa        | Martina Hingis          | 6−2, 3−6, 3−6    |
| Guanyadora | 17.  | 22 de setembre de 1997 | Leipzig (2)                                  | Moqueta (i)  | Amanda Coetzer          | 6−2, 4−6, 6−3    |
| Guanyadora | 18.  | 27 d'octubre de 1997   | Moscou, Rússia                               | Moqueta (i)  | Ai Sugiyama             | 6−3, 6−4         |
| Guanyadora | 19.  | 23 de novembre de 1997 | Chase Championships, Nova York, Estats Units | Moqueta (i)  | Mary Pierce             | 7−6(4), 6−2, 6−3 |
| Finalista  | 14.  | 16 de febrer de 1998   | Hannover (3)                                 | Moqueta (i)  | Patty Schnyder          | 0−6, 6−3, 5−7    |
| Guanyadora | 20.  | 23 de febrer de 1998   | Linz (2)                                     | Dura (i)     | Dominique Van Roost     | 6−1, 7−6(2)      |
| Finalista  | 15.  | 27 d'abril de 1998     | Hamburg (2)                                  | Terra batuda | Martina Hingis          | 3−6, 5−7         |
| Guanyadora | 21.  | 15 de juny de 1998     | Eastbourne, Regne Unit                       | Gespa        | Arantxa Sánchez Vicario | 6−1, 7−5         |
| Guanyadora | 22.  | 22 de juny de 1998     | Wimbledon                                    | Gespa        | Nathalie Tauziat        | 6−4, 7−6(2)      |
| Guanyadora | 23.  | 6 de juliol de 1998    | Praga, Txèquia                               | Terra batuda | Sandrine Testud         | 6−3, 6−0         |
| Finalista  | 16.  | 24 d'agost de 1998     | New Haven, Estats Units                      | Dura         | Steffi Graf             | 4−6, 1−6         |
| Guanyadora | 24.  | 15 de febrer de 1999   | Hannover (2)                                 | Moqueta (i)  | Venus Williams          | 6−4, 6−4         |

### Dobles femenins: 126 (76−50)
| Llegenda                     |
| ---------------------------- |
| Grand Slam (12−11)           |
| WTA Tour Championships (2−5) |
| Tier I (15−8)                |
| Tier II (28−18)              |
| Tier III (5−4)               |
| Tier IV (9−3)                |
| Tier V (0−0)                 |
| Virginia Slims (5−1)         |

| Títols per superfície |
| --------------------- |
| Dura (12−2)           |
| Gespa (1−1)           |
| Terra batuda (6−2)    |
| Moqueta (2−4)         |

| Resultat   | Núm. | Data                   | Torneig                                    | Superfície   | Parella                 | Oponents                               | Marcador            |
| ---------- | ---- | ---------------------- | ------------------------------------------ | ------------ | ----------------------- | -------------------------------------- | ------------------- |
| Guanyadora | 1.   | 18 de maig de 1987     | Estrasburg, França                         | Terra batuda | Catherine Suire         | Kathleen Horvath Marcella Mesker       | 6−0, 6−2            |
| Guanyadora | 2.   | 3 d'agost de 1987      | San Diego, Estats Units                    | Dura         | Catherine Suire         | Elise Burgin Sharon Walsh              | 6−3, 6−4            |
| Guanyadora | 3.   | 21 de setembre de 1987 | Hamburg, Alemanya Occidental               | Terra batuda | Claudia Kohde-Kilsch    | Natalia Egorova Leila Meskhi           | 7−6(1), 7−6(6)      |
| Finalista  | 1.   | 26 d'octubre de 1987   | Zuric, Suïssa                              | Moqueta (i)  | Catherine Suire         | Nathalie Herreman Pascale Paradis      | 3−6, 6−2, 3−6       |
| Finalista  | 2.   | 15 de febrer de 1988   | Oakland, Estats Units                      | Moqueta (i)  | Hana Mandlíková         | Rosemary Casals Martina Navrátilová    | 4−6, 4−6            |
| Guanyadora | 4.   | 22 de febrer de 1988   | Oklahoma City, Estats Units                | Moqueta (i)  | Catherine Suire         | Catarina Lindqvist Tine Scheuer-Larsen | 6−4, 6−4            |
| Finalista  | 3.   | 29 de febrer de 1988   | Wichita, Estats Units                      | Dura (i)     | Catherine Suire         | Natalia Egorova S. Parkhomenko         | 3−6, 4−6            |
| Guanyadora | 5.   | 2 de maig de 1988      | Roma, Itàlia                               | Terra batuda | Catherine Suire         | Jenny Byrne Janine Thompson            | 6−3, 4−6, 7−5       |
| Guanyadora | 6.   | 25 de juliol de 1988   | Hamburg (2)                                | Terra batuda | Tine Scheuer-Larsen     | Andrea Betzner Judith Wiesner          | 6−4, 6−2            |
| Guanyadora | 7.   | 15 d'agost de 1988     | Mont-real, Canadà                          | Dura         | Helena Suková           | Zina Garrison Pam Shriver              | 7−6(2), 7−6(6)      |
| Guanyadora | 8.   | 22 d'agost de 1988     | Mahwah, Estats Units                       | Dura         | Helena Suková           | Gigi Fernández Robin White             | 6−3, 6−2            |
| Finalista  | 4.   | 28 de novembre de 1988 | Adelaida, Austràlia                        | Dura         | Lori McNeil             | Sylvia Hanika Claudia Kohde-Kilsch     | 5−7, 7−6(4), 4−6    |
| Guanyadora | 9.   | 2 de gener de 1989     | Brisbane, Austràlia                        | Dura         | Helena Suková           | Patty Fendick Jill Hetherington        | 6−7(4), 6−1, 6−2    |
| Guanyadora | 10.  | 13 de març de 1989     | Boca Raton, Estats Units                   | Dura         | Helena Suková           | Jo Durie Mary Joe Fernández            | 6−4, 6−2            |
| Guanyadora | 11.  | 20 de març de 1989     | Miami, Estats Units                        | Dura         | Helena Suková           | Gigi Fernández Lori McNeil             | 7−6(5), 6−4         |
| Guanyadora | 12.  | 24 d'abril de 1989     | Barcelona, Espanya                         | Terra batuda | Tine Scheuer-Larsen     | A. Sánchez Vicario Judith Wiesner      | 6−2, 2−6, 7−6(3)    |
| Finalista  | 5.   | 1 de maig de 1989      | Hamburg                                    | Terra batuda | Helena Suková           | Isabelle Demongeot Nathalie Tauziat    | Renúncia            |
| Finalista  | 6.   | 19 de juny de 1989     | Eastbourne, Regne Unit                     | Gespa        | Helena Suková           | Katrina Adams Zina Garrison            | 3−6, retirada       |
| Guanyadora | 13.  | 26 de juny de 1989     | Wimbledon, Regne Unit                      | Gespa        | Helena Suková           | Larisa Savchenko Nataixa Zvéreva       | 6−1, 6−2            |
| Guanyadora | 14.  | 16 d'octubre de 1989   | Zuric                                      | Moqueta (i)  | Helena Suková           | Nathalie Tauziat Judith Wiesner        | 6−3, 3−6, 6−4       |
| Finalista  | 7.   | 23 d'octubre de 1999   | Brighton, Regne Unit                       | Moqueta (i)  | Hana Mandlíková         | Katrina Adams Lori McNeil              | 6−4, 6−7(7), 4−6    |
| Finalista  | 8.   | 6 de novembre de 1989  | Chicago, Estats Units                      | Moqueta (i)  | Helena Suková           | Larisa Savchenko Nataixa Zvéreva       | 3−6, 6−2, 3−6       |
| Guanyadora | 15.  | 1 de gener de 1990     | Brisbane (2)                               | Dura         | Helena Suková           | Hana Mandlíková Pam Shriver            | 6−3, 6−1            |
| Guanyadora | 16.  | 8 de gener de 1990     | Sydney, Austràlia                          | Dura         | Helena Suková           | Larisa Savchenko Nataixa Zvéreva       | 6−3, 7−5            |
| Guanyadora | 17.  | 15 de gener de 1990    | Open d'Austràlia, Austràlia                | Dura         | Helena Suková           | Patty Fendick Mary Joe Fernández       | 7−6(5), 7−6(6)      |
| Guanyadora | 18.  | 26 de febrer de 1990   | Indian Wells, Estats Units                 | Dura         | Helena Suková           | Gigi Fernández Martina Navrátilová     | 6−2, 7−6(6)         |
| Guanyadora | 19.  | 5 de març de 1990      | Boca Raton (2)                             | Dura         | Helena Suková           | Elise Burgin Wendy Turnbull            | 6−4, 6−2            |
| Guanyadora | 20.  | 16 de març de 1990     | Miami (2)                                  | Dura         | Helena Suková           | Betsy Nagelsen Robin White             | 6−4, 6−3            |
| Finalista  | 9.   | 14 de maig de 1990     | Berlín, Alemanya Occidental                | Terra batuda | Hana Mandlíková         | Nicole Bradtke Elna Reinach            | 2−6, 1−6            |
| Guanyadora | 21.  | 28 de maig de 1990     | Roland Garros, França                      | Terra batuda | Helena Suková           | Larisa Savchenko Nataixa Zvéreva       | 6−4, 7−5            |
| Guanyadora | 22.  | 25 de juny de 1990     | Wimbledon (2)                              | Gespa        | Helena Suková           | Kathy Jordan Elizabeth Smylie          | 6−3, 6−4            |
| Guanyadora | 23.  | 13 d'agost de 1990     | Manhattan Beach, Estats Units              | Dura         | Gigi Fernández          | Mercedes Paz Gabriela Sabatini         | 6−3, 7−5            |
| Finalista  | 10.  | 27 d'agost de 1990     | US Open, Estats Units                      | Dura         | Helena Suková           | Gigi Fernández Martina Navrátilová     | 2−6, 4−6            |
| Finalista  | 11.  | 5 de novembre de 1990  | Worcester, Estats Units                    | Moqueta (i)  | Mary Joe Fernández      | Gigi Fernández Helena Suková           | 6−3, 3−6, 3−6       |
| Guanyadora | 24.  | 31 de desembre de 1990 | Brisbane (3)                               | Dura         | Gigi Fernández          | Patty Fendick Helena Suková            | 6−3, 6−1            |
| Finalista  | 12.  | 7 de gener de 1991     | Sydney                                     | Dura         | Gigi Fernández          | A. Sánchez Vicario Helena Suková       | 1−6, 4−6            |
| Finalista  | 13.  | 14 de gener de 1991    | Open d'Austràlia                           | Dura         | Gigi Fernández          | Patty Fendick Mary Joe Fernández       | 6−7(4), 1−6         |
| Guanyadora | 25.  | 11 de febrer de 1991   | Chicago                                    | Moqueta (i)  | Gigi Fernández          | Martina Navrátilová Pam Shriver        | 6−2, 6−4            |
| Finalista  | 14.  | 15 de març de 1991     | Miami                                      | Dura         | Gigi Fernández          | Mary Joe Fernández Zina Garrison       | 5−7, 2−6            |
| Guanyadora | 26.  | 29 d'abril de 1991     | Hamburg (3)                                | Terra batuda | Larisa Neiland          | A. Sánchez Vicario Helena Suková       | 7−5, 6−1            |
| Guanyadora | 27.  | 27 de maig de 1991     | Roland Garros (2)                          | Terra batuda | Gigi Fernández          | Larisa Neiland Nataixa Zvéreva         | 6−4, 6−0            |
| Finalista  | 15.  | 17 de juny de 1991     | Eastbourne (2)                             | Gespa        | Gigi Fernández          | Larisa Neiland Nataixa Zvéreva         | 6−2, 4−6, 4−6       |
| Finalista  | 16.  | 24 de juny de 1991     | Wimbledon                                  | Gespa        | Gigi Fernández          | Larisa Neiland Nataixa Zvéreva         | 4−6, 6−3, 4−6       |
| Guanyadora | 28.  | 19 d'agost de 1991     | Washington, Estats Units                   | Dura         | Larisa Neiland          | Gigi Fernández Nataixa Zvéreva         | 5−7, 6−1, 7−6(10)   |
| Finalista  | 17.  | 26 d'agost de 1991     | US Open (2)                                | Dura         | Larisa Neiland          | Pam Shriver Nataixa Zvéreva            | 4−6, 6−4, 6−7(5)    |
| Guanyadora | 29.  | 7 d'octubre de 1991    | Zuric (2)                                  | Moqueta (i)  | Andrea Strnadová        | Zina Garrison Lori McNeil              | 6−4, 6−3            |
| Guanyadora | 30.  | 14 d'octubre de 1991   | Filderstadt, Alemanya                      | Moqueta (i)  | Martina Navrátilová     | Pam Shriver Nataixa Zvéreva            | 6−2, 5−7, 6−4       |
| Guanyadora | 31.  | 11 de novembre de 1991 | Filadèlfia, Estats Units                   | Moqueta (i)  | Larisa Neiland          | Mary Joe Fernández Zina Garrison       | 6−2, 6−4            |
| Finalista  | 18.  | 18 de novembre de 1991 | WTA Championships, Nova York, Estats Units | Moqueta (i)  | Gigi Fernández          | Martina Navrátilová Pam Shriver        | 6−4, 5−7, 4−6       |
| Guanyadora | 32.  | 30 de desembre de 1991 | Brisbane (4)                               | Dura         | Larisa Neiland          | Manon Bollegraf Nicole Bradtke         | 6−4, 6−3            |
| Guanyadora | 33.  | 26 de març de 1992     | Tampa, Estats Units                        | Terra batuda | Larisa Neiland          | A. Sánchez Vicario Nataixa Zvéreva     | 6−4, 6−2            |
| Finalista  | 19.  | 30 de març de 1992     | Hilton Head, Estats Units                  | Terra batuda | Larisa Neiland          | A. Sánchez Vicario Nataixa Zvéreva     | 4−6, 2−6            |
| Finalista  | 20.  | 6 d'abril de 1992      | Amelia Island, Estats Units                | Terra batuda | Zina Garrison           | A. Sánchez Vicario Nataixa Zvéreva     | 1−6, 0−6            |
| Guanyadora | 34.  | 11 de maig de 1992     | Berlín                                     | Terra batuda | Larisa Neiland          | Gigi Fernández Nataixa Zvéreva         | 7−6(5), 4−6, 7−5    |
| Guanyadora | 35.  | 15 de juny de 1992     | Eastbourne                                 | Gespa        | Larisa Neiland          | Mary Joe Fernández Zina Garrison       | 6−0, 6−3            |
| Finalista  | 21.  | 22 de juny de 1992     | Wimbledon (2)                              | Gespa        | Larisa Neiland          | Gigi Fernández Nataixa Zvéreva         | 4−6, 1−6            |
| Guanyadora | 36.  | 24 d'agost de 1992     | San Diego (2)                              | Dura         | Larisa Neiland          | Conchita Martínez Mercedes Paz         | 6−1, 6−4            |
| Finalista  | 22.  | 31 d'agost de 1992     | US Open (3)                                | Dura         | Larisa Neiland          | Gigi Fernández Nataixa Zvéreva         | 6−7(4), 1−6         |
| Guanyadora | 37.  | 28 de setembre de 1992 | Leipzig, Alemanya                          | Moqueta (i)  | Larisa Neiland          | Patty Fendick Andrea Strnadová         | 7−5, 7−6(4)         |
| Guanyadora | 38.  | 19 d'octubre de 1992   | Brighton                                   | Moqueta (i)  | Larisa Neiland          | Conchita Martínez Radka Zrubáková      | 6−4, 6−1            |
| Finalista  | 23.  | 16 de novembre de 1992 | WTA Championships, Nova York (2)           | Moqueta (i)  | Larisa Neiland          | A. Sánchez Vicario Helena Suková       | 6−7(4), 1−6         |
| Guanyadora | 39.  | 8 de febrer de 1993    | Osaka, Japó                                | Moqueta (i)  | Larisa Neiland          | Magdalena Maleeva M. Maleeva-Fragniere | 6−1, 6−3            |
| Guanyadora | 40.  | 15 de febrer de 1993   | París, França                              | Moqueta (i)  | Andrea Strnadová        | Jo Durie Catherine Suire               | 7−6(2), 6−2         |
| Finalista  | 24.  | 1 de març de 1993      | Delray Beach, Estats Units                 | Dura         | Larisa Neiland          | Gigi Fernández Nataixa Zvéreva         | 2−6, 2−6            |
| Guanyadora | 41.  | 12 de març de 1993     | Miami (3)                                  | Dura         | Larisa Neiland          | Jill Hetherington Kathy Rinaldi        | 6−2, 7−5            |
| Finalista  | 25.  | 26 d'abril de 1993     | Hamburg (2)                                | Terra batuda | Larisa Neiland          | Steffi Graf Rennae Stubbs              | 4−6, 6−7(5)         |
| Guanyadora | 42.  | 3 de maig de 1993      | Roma (2)                                   | Terra batuda | Arantxa Sánchez Vicario | Mary Joe Fernández Zina Garrison       | 6−4, 6−2            |
| Finalista  | 26.  | 24 de maig de 1993     | Roland Garros                              | Terra batuda | Larisa Neiland          | Gigi Fernández Nataixa Zvéreva         | 3−6, 5−7            |
| Finalista  | 27.  | 14 de juny de 1993     | Eastbourne (3)                             | Gespa        | Larisa Neiland          | Gigi Fernández Nataixa Zvéreva         | 6−2, 5−7, 1−6       |
| Finalista  | 28.  | 21 de juny de 1993     | Wimbledon (3)                              | Gespa        | Larisa Neiland          | Gigi Fernández Nataixa Zvéreva         | 4−6, 7−6(9), 4−6    |
| Guanyadora | 43.  | 16 d'agost de 1993     | Toronto (2)                                | Dura         | Larisa Neiland          | A. Sánchez Vicario Helena Suková       | 6−1, 6−2            |
| Finalista  | 29.  | 27 de setembre de 1993 | Leipzig                                    | Moqueta (i)  | Larisa Neiland          | Gigi Fernández Nataixa Zvéreva         | 3−6, 2−6            |
| Finalista  | 30.  | 15 de novembre de 1993 | WTA Championships, Nova York (3)           | Moqueta (i)  | Larisa Neiland          | Gigi Fernández Nataixa Zvéreva         | 6−3, 7−5            |
| Finalista  | 31.  | 10 de gener de 1994    | Sydney (2)                                 | Dura         | Arantxa Sánchez Vicario | Patty Fendick Meredith McGrath         | 2−6, 3−6            |
| Guanyadora | 44.  | 28 de febrer de 1994   | Delray Beach                               | Dura         | Arantxa Sánchez Vicario | Manon Bollegraf Helena Suková          | 6−2, 6−0            |
| Guanyadora | 45.  | 24 de març de 1994     | Tampa (2)                                  | Terra batuda | Arantxa Sánchez Vicario | Gigi Fernández Nataixa Zvéreva         | 6−2, 7−5            |
| Guanyadora | 46.  | 25 d'abril de 1994     | Hamburg (4)                                | Terra batuda | Arantxa Sánchez Vicario | Eugenia Maniokova Leila Meskhi         | 6−3, 6−2            |
| Finalista  | 32.  | 9 de maig de 1994      | Berlín (2)                                 | Terra batuda | Arantxa Sánchez Vicario | Gigi Fernández Nataixa Zvéreva         | 3−6, 6−7(2)         |
| Finalista  | 33.  | 20 de juny de 1994     | Wimbledon (4)                              | Gespa        | Arantxa Sánchez Vicario | Gigi Fernández Nataixa Zvéreva         | 4−6, 1−6            |
| Guanyadora | 47.  | 1 d'agost de 1994      | San Diego (3)                              | Dura         | Arantxa Sánchez Vicario | Ginger Helgeson Rachel McQuillan       | 6−3, 6−3            |
| Finalista  | 34.  | 8 d'agost de 1994      | Los Angeles, Estats Units                  | Dura         | Lisa Raymond            | Julie Halard-Decugis Nathalie Tauziat  | 1−6, 6−0, 1−6       |
| Guanyadora | 48.  | 29 d'agost de 1994     | US Open                                    | Dura         | Arantxa Sánchez Vicario | Katerina Maleeva Robin White           | 6−3, 6−3            |
| Finalista  | 35.  | 17 d'octubre de 1994   | Brighton (2)                               | Moqueta (i)  | Mary Joe Fernández      | Manon Bollegraf Larisa Neiland         | 6−4, 2−6, 3−6       |
| Finalista  | 36.  | 14 de novembre de 1994 | WTA Championships, Nova York (4)           | Moqueta (i)  | Arantxa Sánchez Vicario | Gigi Fernández Nataixa Zvéreva         | 3−6, 7−6(4), 3−6    |
| Guanyadora | 49.  | 9 de gener de 1995     | Sydney (2)                                 | Dura         | Lindsay Davenport       | Patty Fendick Mary Joe Fernández       | 7−5, 2−6, 6−4       |
| Guanyadora | 50.  | 16 de gener de 1995    | Open d'Austràlia (2)                       | Dura         | Arantxa Sánchez Vicario | Gigi Fernández Nataixa Zvéreva         | 6−3, 6−7(3), 6−4    |
| Guanyadora | 51.  | 6 de març de 1995      | Delray Beach (2)                           | Dura         | Mary Joe Fernández      | Lori McNeil Larisa Neiland             | 6−4, 6−0            |
| Guanyadora | 52.  | 17 de març de 1995     | Miami (4)                                  | Dura         | Arantxa Sánchez Vicario | Gigi Fernández Nataixa Zvéreva         | 7−5, 2−6, 6−3       |
| Finalista  | 37.  | 29 de maig de 1995     | Roland Garros (2)                          | Terra batuda | Arantxa Sánchez Vicario | Gigi Fernández Nataixa Zvéreva         | 7−6(6), 4−6, 5−7    |
| Guanyadora | 53.  | 19 de juny de 1995     | Eastbourne (2)                             | Gespa        | Arantxa Sánchez Vicario | Gigi Fernández Nataixa Zvéreva         | 0−6, 6−3, 6−4       |
| Guanyadora | 54.  | 26 de juny de 1995     | Wimbledon (3)                              | Gespa        | Arantxa Sánchez Vicario | Gigi Fernández Nataixa Zvéreva         | 5−7, 7−5, 6−4       |
| Guanyadora | 55.  | 13 de novembre de 1995 | WTA Championships, Nova York               | Moqueta (i)  | Arantxa Sánchez Vicario | Gigi Fernández Nataixa Zvéreva         | 6−2, 6−1            |
| Guanyadora | 56.  | 12 de febrer de 1996   | París (2)                                  | Moqueta (i)  | Kristie Boogert         | Julie Halard-Decugis Nathalie Tauziat  | 6−4, 6−3            |
| Guanyadora | 57.  | 21 de març de 1996     | Miami (5)                                  | Dura         | Arantxa Sánchez Vicario | Meredith McGrath Larisa Neiland        | 6−4, 6−4            |
| Guanyadora | 58.  | 1 d'abril de 1996      | Hilton Head                                | Terra batuda | Arantxa Sánchez Vicario | Gigi Fernández Mary Joe Fernández      | 6−2, 6−3            |
| Guanyadora | 59.  | 20 de maig de 1996     | Madrid, Espanya                            | Terra batuda | Arantxa Sánchez Vicario | Sabine Appelmans Miriam Oremans        | 7−6(4), 6−2         |
| Guanyadora | 60.  | 17 de juny de 1996     | Eastbourne (3)                             | Gespa        | Arantxa Sánchez Vicario | Rosalyn Fairbank Pam Shriver           | 4−6, 7−5, 6−4       |
| Finalista  | 38.  | 26 d'agost de 1996     | US Open (4)                                | Dura         | Arantxa Sánchez Vicario | Gigi Fernández Nataixa Zvéreva         | 1−6, 6−1, 6−4       |
| Guanyadora | 61.  | 7 d'octubre de 1996    | Filderstadt (2)                            | Dura (i)     | Nicole Arendt           | Martina Hingis Helena Suková           | 6−2, 6−3            |
| Finalista  | 39.  | 18 de novembre de 1996 | WTA Championships, Nova York (5)           | Moqueta (i)  | Arantxa Sánchez Vicario | Lindsay Davenport Mary Joe Fernández   | 3−6, 2−6            |
| Guanyadora | 62.  | 10 de febrer de 1997   | París (3)                                  | Moqueta (i)  | Martina Hingis          | Alexandra Fusai Rita Grande            | 6−3, 6−0            |
| Finalista  | 40.  | 31 de març de 1997     | Hilton Head (2)                            | Terra batuda | Lindsay Davenport       | Martina Hingis Mary Joe Fernández      | 5−7, 6−4, 1−6       |
| Guanyadora | 63.  | 7 d'abril de 1997      | Amelia Island                              | Terra batuda | Lindsay Davenport       | Nicole Arendt Manon Bollegraf          | 6−3, 6−0            |
| Guanyadora | 64.  | 12 de maig de 1997     | Berlín (2)                                 | Terra batuda | Lindsay Davenport       | Gigi Fernández Nataixa Zvéreva         | 6−2, 3−6, 6−2       |
| Guanyadora | 65.  | 25 d'agost de 1997     | US Open (2)                                | Dura         | Lindsay Davenport       | Gigi Fernández Nataixa Zvéreva         | 6−3, 6−4            |
| Guanyadora | 66.  | 22 de setembre de 1997 | Leipzig (2)                                | Moqueta (i)  | Martina Hingis          | Yayuk Basuki Helena Suková             | 6−2, 6−2            |
| Finalista  | 41.  | 6 d'octubre de 1997    | Filderstadt                                | Dura (i)     | Lindsay Davenport       | Martina Hingis A. Sánchez Vicario      | 6−7(4), 6−3, 6−7(3) |
| Finalista  | 42.  | 10 de novembre de 1997 | Filadèlfia                                 | Moqueta (i)  | Lindsay Davenport       | Lisa Raymond Rennae Stubbs             | 3−6, 5−7            |
| Guanyadora | 67.  | 17 de novembre de 1997 | WTA Championships, Nova York (2)           | Moqueta (i)  | Lindsay Davenport       | Alexandra Fusai Nathalie Tauziat       | 6−3, 6−2            |
| Guanyadora | 68.  | 19 de març de 1998     | Miami (6)                                  | Dura         | Martina Hingis          | A. Sánchez Vicario Nataixa Zvéreva     | 6−2, 3−6, 6−3       |
| Finalista  | 43.  | 27 d'abril de 1998     | Hamburg (3)                                | Terra batuda | Martina Hingis          | Barbara Schett Patty Schnyder          | 6−7(3), 6−3, 3−6    |
| Guanyadora | 69.  | 25 de maig de 1998     | Roland Garros (3)                          | Terra batuda | Martina Hingis          | Lindsay Davenport Nataixa Zvéreva      | 6−1, 7−6(4)         |
| Guanyadora | 70.  | 15 de juny de 1998     | Eastbourne (4)                             | Gespa        | Mariaan de Swardt       | A. Sánchez Vicario Nataixa Zvéreva     | 6−1, 6−3            |
| Guanyadora | 71.  | 22 de juny de 1998     | Wimbledon (4)                              | Gespa        | Martina Hingis          | Lindsay Davenport Nataixa Zvéreva      | 6−3, 3−6, 8−6       |
| Guanyadora | 72.  | 17 d'agost de 1998     | Mont-real (3)                              | Dura         | Martina Hingis          | Yayuk Basuki Caroline Vis              | 6−3, 6−4            |
| Finalista  | 44.  | 24 d'agost de 1998     | New Haven, Estats Units                    | Dura         | Mariaan de Swardt       | Alexandra Fusai Nathalie Tauziat       | 1−6, 0−6            |
| Guanyadora | 73.  | 31 d'agost de 1998     | US Open (3)                                | Dura         | Martina Hingis          | Lindsay Davenport Nataixa Zvéreva      | 6−3, 6−3            |
| Finalista  | 45.  | 1 de febrer de 1999    | Tôquio, Japó                               | Moqueta (i)  | Martina Hingis          | Lindsay Davenport Nataixa Zvéreva      | 2−6, 3−6            |
| Finalista  | 46.  | 5 de març de 1999      | Indian Wells                               | Dura         | Mary Joe Fernández      | Martina Hingis Anna Kúrnikova          | 2−6, 2−6            |
| Guanyadora | 74.  | 18 de març de 1999     | Miami (7)                                  | Dura         | Martina Hingis          | Mary Joe Fernández Monica Seles        | 0−6, 6−4, 7−6(1)    |
| Guanyadora | 75.  | 29 de març de 1999     | Hilton Head (2)                            | Terra batuda | Elena Likhovtseva       | Barbara Schett Patty Schnyder          | 6−1, 6−4            |
| Finalista  | 47.  | 26 d'abril de 1999     | Hamburg (4)                                | Terra batuda | Amanda Coetzer          | Larisa Neiland A. Sánchez Vicario      | 2−6, 1−6            |
| Finalista  | 48.  | 10 de maig de 1999     | Berlín (3)                                 | Terra batuda | Patricia Tarabini       | Alexandra Fusai Nathalie Tauziat       | 3−6, 5−7            |
| Finalista  | 49.  | 14 de juny de 1999     | Eastbourne (4)                             | Gespa        | Nataixa Zvéreva         | Martina Hingis Anna Kúrnikova          | 4−6, retirada       |
| Guanyadora | 76.  | 16 d'agost de 1999     | Toronto (4)                                | Dura         | Mary Pierce             | Larisa Neiland A. Sánchez Vicario      | 6−3, 2−6, 6−3       |
| Finalista  | 50.  | 23 d'agost de 1999     | New Haven (2)                              | Dura         | Elena Likhovtseva       | Lisa Raymond Rennae Stubbs             | 6−7(1), 2−6         |

### Dobles mixts: 5 (4−1)
| Resultat   | Núm. | Data                   | Torneig                     | Superfície | Parella         | Oponents                          | Marcador      |
| ---------- | ---- | ---------------------- | --------------------------- | ---------- | --------------- | --------------------------------- | ------------- |
| Guanyadora | 1.   | 25 de gener de 1988    | Open d'Austràlia, Austràlia | Dura       | Jim Pugh        | Martina Navrátilová Tim Gullikson | 5−7, 6−2, 6−4 |
| Guanyadora | 2.   | 12 de setembre de 1988 | US Open, Estats Units       | Dura       | Jim Pugh        | Elizabeth Smylie Patrick McEnroe  | 7−5, 6−3      |
| Guanyadora | 3.   | 30 de gener de 1989    | Open d'Austràlia (2)        | Dura       | Jim Pugh        | Zina Garrison Sherwood Stewart    | 6−3, 6−4      |
| Guanyadora | 4.   | 10 de juliol de 1989   | Wimbledon, Regne Unit       | Gespa      | Jim Pugh        | Jenny Byrne Mark Kratzmann        | 4−6, 7−5, 6−4 |
| Finalista  | 1.   | 12 de setembre de 1994 | US Open                     | Dura       | Todd Woodbridge | Elna Reinach Patrick Galbraith    | 2−6, 4−6      |

### Equips: 1 (1−0)
| Resultat   | Núm. | Data                     | Torneig                               | Superfície | Equip                                             | Oponents                         | Marcador |
| ---------- | ---- | ------------------------ | ------------------------------------- | ---------- | ------------------------------------------------- | -------------------------------- | -------- |
| Guanyadora | 1.   | 4−10 de desembre de 1988 | Copa Federació, Melbourne (Austràlia) | Gespa      | Jana Pospisilová Helena Suková Radomira Zrubaková | Larisa Savchenko Nataixa Zvéreva | 2−1      |

## Trajectòria

### Individual
| Open d'Austràlia | A           | NC          | A           | 1R | 3R          | 3R          | F           | 4R | 2R          | QF          | 4R          | A  | A           | A           | 3R          | 0 / 9  | 23 – 9  |
| Roland Garros | A           | 1R          | 3R          | 1R | QF          | SF          | QF          | 4R | QF          | 1R          | 3R          | SF | 3R          | QF          | 4R          | 0 / 14 | 41 – 14 |
| Wimbledon | A           | 1R          | 4R          | 2R | 4R          | QF          | 2R          | 3R | F           | QF          | SF          | QF | F           | G           | QF          | 1 / 14 | 53 – 13 |
| US Open | A           | Q2          | 4R          | 1R | 2R          | QF          | 4R          | 1R | 4R          | SF          | QF          | QF | QF          | SF          | 3R          | 0 / 13 | 38 – 13 |
| Jocs Olímpics | No celebrat | No celebrat | No celebrat | 2R | No celebrat | No celebrat | No celebrat | 1R | No celebrat | No celebrat | No celebrat | 3a | No celebrat | No celebrat | No celebrat | 0 / 3  | 7 – 3   |
| Rànquing a final d'any | 306         | 171         | 47          | 35 | 11          | 13          | 7           | 10 | 6           | 4           | 11          | 5  | 2           | 3           | –           |        |         |
| Llegenda: G: Guanyadora; F: Finalista; SF: Semifinalista; QF: Quarts de final; Q: Qualificació; A: Absent; RR: Round Robin; |             |             |             |    |             |             |             |    |             |             |             |    |             |             |             |        |         |

### Dobles femenins
| Open d'Austràlia | NC          | A           | QF          | SF | G           | F           | QF          | QF | SF          | G           | A           | A  | A  | 3R | 2 / 9  | 36 – 7  |
| Roland Garros | 2R          | 3R          | A           | SF | G           | G           | SF          | F  | A           | F           | SF          | 3R | G  | QF | 3 / 12 | 49 – 9  |
| Wimbledon | Q1          | 2R          | 3R          | G  | G           | F           | F           | F  | F           | G           | QF          | QF | G  | SF | 4 / 13 | 57 – 9  |
| US Open | A           | 3R          | 3R          | 3R | F           | F           | F           | 2R | G           | QF          | F           | G  | G  | 3R | 3 / 13 | 50 – 10 |
| Jocs Olímpics | No celebrat | No celebrat | No celebrat | F  | No celebrat | No celebrat | No celebrat | QF | No celebrat | No celebrat | No celebrat | F  | NC | NC | 0 / 3  | 9 – 3   |
| WTA Tour Championships | A           | QF          | A           | SF | QF          | F           | F           | F  | F           | G           | F           | G  | QF | A  | 2 / 11 | 17 – 8  |
| Rànquing a final d'any | 137         | 24          | 13          | 5  | 2           | 1           | 4           | 4  | 4           | 2           | 3           | 6  | 3  | –  |        |         |
| Llegenda: G: Guanyadora; F: Finalista; SF: Semifinalista; QF: Quarts de final; Q: Qualificació; A: Absent; RR: Round Robin; |             |             |             |    |             |             |             |    |             |             |             |    |    |    |        |         |

### Dobles mixts
| Open d'Austràlia | G  | G  | A  | A | A  | A | A | 2 / 2 | 10 – 0 |
| Roland Garros | A  | A  | A  | A | 2R | A | A | 0 / 1 | 0 – 1  |
| Wimbledon | 2R | G  | SF | A | QF | A | A | 1 / 4 | 11 – 2 |
| US Open | G  | 2R | A  | A | A  | A | F | 1 / 3 | 10 – 2 |
| Llegenda: G: Guanyadora; F: Finalista; SF: Semifinalista; QF: Quarts de final; Q: Qualificació; A: Absent; RR: Round Robin; |    |    |    |   |    |   |   |       |        |